# Фенацетин
Фенацети́н (лат. Phenacetinum) — лекарственное средство, анальгетик и антипиретик из группы анилидов. В прошлом широко применялся в медицинской практике, однако в связи с наличием серьёзных побочных эффектов, связанных с развитием нефропатии, фенацетин во многих странах, в том числе и в России, изъят из обращения.

## История
Фенацетин был синтезирован в 1887 году Оскаром Хинсбергом, а в 1888 году компанией Farbenfabriken vorm. Friedr. Bayer & Co., расположенной в г. Эльберфельде, это был первый фармацевтический препарат этой компании. Исходное вещество для синтеза фенацетина — паранитрофенол являлся неиспользуемым ранее побочным продуктом, образующегося в больших количествах при производстве красителя бензоазурина G.
В регистрации товарного знака «Фенацетин» фирме было отказано, так как другие компании, такие как фармацевтическая фабрика JD Riedel OHG или Höchster Farbwerke, также производили это вещество и продавали его под названием «Фенацетин».

## Общие сведения
По физическим свойствам: белый мелкокристаллический порошок без запаха, слегка горького вкуса. Очень мало растворим в воде, трудно растворим в кипящей воде (1:70), растворим в спирте (1:16). Водные растворы имеют кислую реакцию.
Отличается жаропонижающим и болеутоляющим действием. По противовоспалительной активности значительно уступает салицилатам, производным пиразолона и другим современным противовоспалительным средствам. Имеются сведения, что фенацетин вызывает умеренную эйфорию.
До 1980-х годов входил в комбинированный препарат «Аскофен», затем, из-за токсичности, был заменён в аскофене на парацетамол и этот комбинированный препарат получил название «Аскофен-П».

## Побочные эффекты
Фенацетин обладает высокой нефротоксичностью. Он может вызывать тубулоинтерстициальный нефрит, обусловленный изменениями в почках, вызванные нарушением кровообращения, которые проявляются болями в пояснице, дизурическими явлениями, гематурией, протеинурией, цилиндрурией («анальгетическая нефропатия», «фенацетиновая почка»). Описано развитие тяжелой почечной недостаточности. Нефротоксические эффекты в большей степени проявляются при длительном применении в сочетании с другими анальгетиками, чаще отмечаются у женщин.
Предполагается, что нефротоксическое действие может быть вызвано торможением биосинтеза вазодилатирующих простагландинов (ПГЕ). Этот механизм может лежать в основе нефротоксичности других нестероидных противовоспалительных препаратов.
Метаболиты фенацетина могут вызывать образование метгемоглобина (метгемоглобинемия) и гемолиз.
Имеются указания, что при весьма длительном применении фенацетина некоторые из образующихся метаболитов (ацетил-пара-аминофенон, 2-оксиацето-фенетидин и др.) могут провоцировать образование опухолей в мочевых путях.
По указанным причинам во многих странах, в том числе и в России, фенацетин запрещен к применению.